# Meningokok
Meningokok (Neisseria meningitidis) is een bacterie, die berucht is door de ernstige infecties zoals meningitis die hij kan veroorzaken. De bacterie is gramnegatief en aeroob. Morfologisch zijn het vrij grote diplokokken (twee aan twee liggend). Er zijn een aantal serotypen (in het laboratorium te onderscheiden ondersoorten). Verder is de bacterie ook berucht omwille van het syndroom van Waterhouse-Friderichsen, een acute bijnierinsufficiëntie met diffuse intravasculaire coagulatie. Longontsteking, artritis en urethritis worden ook beschreven. De bacterie, die bij een aanzienlijk deel van de gezonde bevolking in de keel voorkomt, is meestal goed gevoelig voor penicilline en een aantal andere antibiotica. Nauwe contacten van personen die deze infectie doormaken worden preventief behandeld. 
De bacterie wordt doorgegeven via speekseldruppels (vooral bij zoenen) en komt enkel bij de mens voor. 
Type A komt vooral voor in Afrika, waar het voor epidemieën zorgt. In Centraal-Afrika is er een 'meningitis belt' beschreven waar de bacterie meer dan elders voorkomt. Type B komt endemisch voor in Europa en de Verenigde Staten. Er bestaan vaccins tegen de belangrijkste typen. 
Er bestaan 13 typen (serogroepen) van deze bacteriën, waarvan er vijf de ernstige ziekte hersenvliesontsteking kunnen verwekken: 
- Meningokokken type A
- Meningokokken type B
- Meningokokken type C
- Meningokokken type W
- Meningokokken type Y